# مؤسسات مالی بین‌المللی

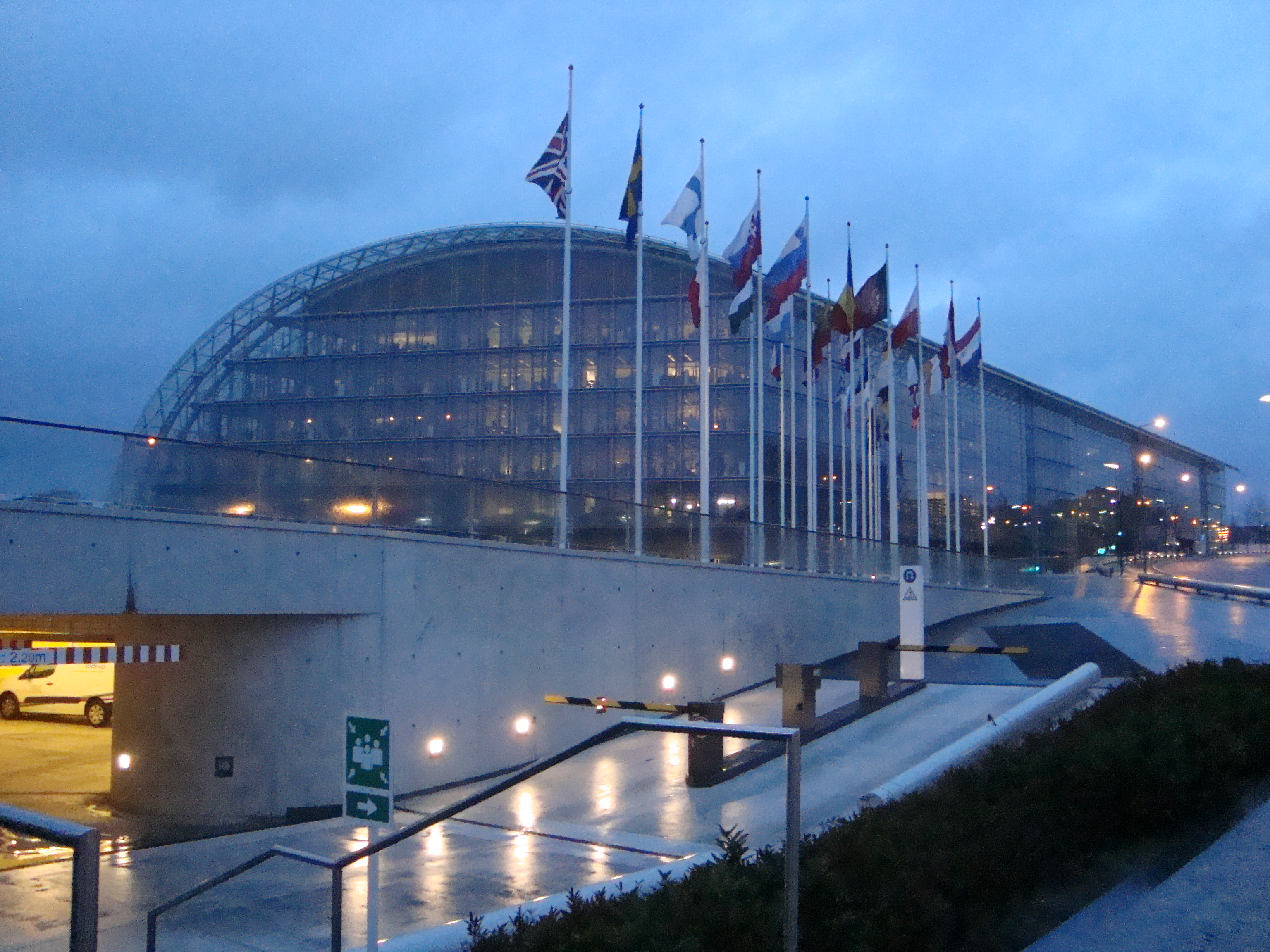
تصویر یک مؤسسه مالی

مؤسسه مالی بین‌المللی (IFI) یک موسسه مالی تابع حقوق بین‌الملل است که توسط بیش از یک کشور تأسیس شده یا منشور داده شده‌است. به‌طور کلی صاحبان یا سهام‌داران این موسسات دولت‌های ملی هستند، اگرچه سایر سازمان‌های بین‌المللی و دیگر سازمان‌ها گاهی به عنوان سهامداران شناخته می‌شوند. برجسته‌ترین صندوق‌های بین‌المللی نتیجه سرمایه‌گذاری چندین کشور هستند، اگرچه برخی از موسسات مالی دو جانبه وجود دارند که توسط دو کشور ایجاد شدند ولی از نظر فنی صندوق بین‌المللی پول محسوب می‌شوند. بهترین صندوق‌های بین‌المللی شناخته شده پس از جنگ جهانی دوم تأسیس شد که به بازسازی اروپا و ارائه سازوکارهایی جهت همکاری بین‌المللی در مدیریت سیستم مالی جهانی کمک کند.

## انواع

### بانک‌های توسعه چندجانبه
بانک توسعه چند جانبه (MDB) مؤسسه ای است که بودجه و مشاوره حرفه ای را جهت تقویت توسعه بین‌الملل فراهم می‌کند و توسط گروهی از کشورها ایجاد شده‌است. این مؤسسه اعضای زیادی دارد از جمله کشورهای توسعه‌یافته که اهدا کننده پول هستند و کشورهای در حال توسعه که وام گیرنده هستند. این بانک پروژه‌های خود را از طریق وام‌های بلند مدت با نرخ بازار، وام‌های بسیار بلند مدت زیر نرخ بازار (همچنین به عنوان اعتبارات شناخته می‌شوند) و کمک‌های مالی تأمین می‌کنند.
موارد زیر معمولاً به عنوان بانک‌های توسعه چندجانبه اصلی طبقه‌بندی می‌شوند:
- بانک جهانی
- بانک سرمایه‌گذاری اروپا (EIB)
- بانک توسعه اسلامی (IsDB)
- بانک توسعه آسیایی (ADB)
- بانک اروپایی بازسازی و توسعه (EBRD)
- بانک توسعه آمریکای لاتین (CAF)
- گروه بانک توسعه بین آمریکایی (IDB , IADB)
- بانک توسعه آفریقا (AfDB)
- بانک توسعه جدید (NDB)
- بانک سرمایه‌گذاری زیربنایی آسیا (AIIB)
- شرکت سرمایه‌گذاری نفت عرب (APICORP)
- بانک تجارت و توسعه آفریقای شرقی و جنوبی (TDB)

چندین بانک توسعه چند جانبه «زیر منطقه» نیز وجود دارد که اعضای آن معمولاً فقط ملت‌های وام گیرنده را شامل می‌شود. بانک‌ها با قرض گرفتن از بازار سرمایه به اعضای خود وام می‌دهند. از آنجا که به‌طور مؤثر مسئولیت بازپرداخت مشترک وجود دارد، بانک‌ها اغلب می‌توانند ارزان‌تر از هر کشور عضو دیگری وام بگیرند. این بانک‌ها عبارتند از:
- بانک توسعه کارائیب (CDB)
- بانک ادغام اقتصادی آمریکای مرکزی (CABEI)
- بانک توسعه آفریقای شرقی (EADB)
- بانک توسعه آفریقای غربی (BOAD)
- بانک تجارت و توسعه دریای سیاه (BSTDB)
- سازمان همکاری اقتصادی (ETDB)
- بانک توسعه اوراسیا (EDB)

چندین مؤسسه مالی چند جانبه (صندوق بین‌المللی پول) نیز وجود دارد. صندوق‌های سرمایه‌گذاری مالی مشابه MDB هستند اما بعضی اوقات از آنجا که عضویت محدودتری دارند از هم جدا می‌شوند و غالباً روی تأمین مالی انواع خاصی از پروژه‌ها تمرکز می‌کنند.
- کمیسیون اروپا (EC)
- مرکز مالی بین‌المللی ایمن‌سازی (IFFIm)
- صندوق بین‌المللی توسعه کشاورزی (IFAD)
- بانک سرمایه‌گذاری شمال اروپا (NIB)
- صندوق توسعه بین‌المللی اوپک (OFID)
- شرکت تأمین مالی هلند برای کشورهای در حال توسعه (FMO)
- بانک بین‌المللی همکاری اقتصادی (IBEC)
- بانک سرمایه‌گذاری بین‌المللی (IIB)
- بانک عربی برای توسعه اقتصادی در آفریقا (BADEA)

### موسسات برتون وودز
شناخته شده‌ترین موسسات مالی بین‌المللی پس از جنگ جهانی دوم جهت کمک به بازسازی اروپا و ارائه سازوکارهای همکاری بین‌المللی در مدیریت نظام اقتصاد جهانی تأسیس شد؛ که شامل بانک جهانی، صندوق بین‌المللی پول و مؤسسه مالی بین‌المللی هستند. امروز بزرگترین مؤسسه مالی بین‌المللی در جهان بانک سرمایه‌گذاری اروپا است که ۶۱ میلیارد یورو به پروژه‌های جهانی در سال ۲۰۱۱ وام داده‌است.
| تاسیس    | نام                                                                             | آدرس                                                                                      | یادداشت                                                                     | مقر            |
| -------- | ------------------------------------------------------------------------------- | ----------------------------------------------------------------------------------------- | --------------------------------------------------------------------------- | -------------- |
| ۱۹۴۴     | صندوق بین‌المللی پول IMF                                                         | http://www.imf.org                                                                        | آژانس تخصصی سازمان ملل                                                      | ایالت واشینگتن |
| ۱۹۴۴     | بانک بین‌المللی بازسازی و توسعه IBRD                                             | http://www.worldbank.org                                                                  | گروه بانک جهانی، آژانس تخصصی سازمان ملل متحد                                | ایالت واشینگتن |
| ۱۹۵۶     | مؤسسه مالی بین‌المللی IFC                                                        | http://www.ifc.org                                                                        | گروه بانک جهانی                                                             | ایالت واشینگتن |
| ۱۹۶۰     | انجمن توسعه بین‌الملل IDA                                                        | http://www.worldbank.org/ida                                                              | گروه بانک جهانی                                                             | ایالت واشینگتن |
| ۱۹۶۶     | ICSID، مرکز بین‌المللی حل و فصل اختلافات سرمایه‌گذاری                             | http://icsid.worldbank.org/ICSID/Index.jsp بایگانی‌شده در ۶ ژوئن ۲۰۱۴ توسط Wayback Machine | گروه بانک جهانی                                                             | ایالت واشینگتن |
| سال ۱۹۸۸ | آژانس چندجانبه تضمین سرمایه‌گذاری MIGA                                           | http://www.miga.org                                                                       | گروه بانک جهانی                                                             | ایالت واشینگتن |
| ۱۹۹۵     | موافقت‌نامه عمومی تعرفه و تجارت، مبنای ایجاد سازمان تجارت جهانی(WTO) در سال ۱۹۹۵ | http://www.wto.org/english/docs_e/legal_e/06-gatt_e.htm http://wto.org                    | موافقت نامه یک سازمان نیست. سازمان تجارت جهانی نظام سازمان ملل متحد هم نیست | ژنو برای WTO   |

### بانک‌های توسعه منطقه‌ای
بانک‌های توسعه منطقه ای متشکل از چندین نهاد منطقه ای هستند که عملکردی مشابه فعالیت‌های گروه بانک جهانی دارند، اما با تمرکز ویژه بر یک منطقه خاص. سهامداران این نوع بانک‌ها معمولاً از کشورهای منطقه و کشورهای اصلی اهداکننده تشکیل می‌شوند. معروف‌ترین این بانک‌های منطقه ای مناطقی را پوشش می‌دهد که تقریباً با گروه‌های منطقه ای سازمان ملل مطابقت دارد، از جمله بانک توسعه بین آمریکایی، بانک توسعه آسیایی. بانک توسعه آفریقا؛ بانک ادغام اقتصادی آمریکای مرکزی؛ و بانک اروپایی برای بازسازی و توسعه. بانک توسعه اسلامی از جمله بانک‌های پیشرو توسعه چندجانبه است. بانک توسعه اسلامی بعد از بانک جهانی تنها بانک توسعه چند جانبه است که از نظر اعضاء جهانی است. ۵۶ کشور عضو بانک توسعه اسلامی هستند که در آسیا، آفریقا، اروپا و آمریکای لاتین گسترش یافته‌اند.
| تاسیس    | نام                                              | آدرس                   | یادداشت                                                                             | مقر            |
| -------- | ------------------------------------------------ | ---------------------- | ----------------------------------------------------------------------------------- | -------------- |
| ۱۹۵۹     | IDB بانک توسعه بین آمریکایی                      | http: // www. IADB.org | در قاره آمریکا کار می‌کند، اما در درجه اول برای توسعه در آمریکای لاتین و کارائیب است | واشینگتن       |
| ۱۹۶۰     | بانک ادغام اقتصادی CABEI آمریکای مرکزی           | http://www.cabei.org   | آمریکای مرکزی                                                                       | تگوسیگالپا     |
| ۱۹۶۴     | AfDB بانک توسعه آفریقا                           | http://www.afdb.org    | آفریقا                                                                              | آبیدجان        |
| ۱۹۷۳     | بانک توسعه اسلامی IsDB                           | http://www.isdb.org    | ۵۶ کشور در آسیا، آفریقا، اروپا و آمریکای لاتین                                      | جده            |
| ۱۹۶۶     | بانک توسعه آسیایی ADB                            | http://www.adb.org     | آسیا                                                                                | مانیل          |
| ۱۹۷۰     | بانک توسعه CAF آمریکای لاتین                     | http://www.caf.com     | آمریکای لاتین                                                                       | کاراکاس        |
| ۲۹/۵/۹۱  | EBRD بانک اروپایی بازسازی و توسعه                | http://www.ebrd.com    |                                                                                     | لندن           |
| ۱۶/۴/۵۶  | بانک توسعه شورای CEB اروپا                       | http://www.coebank.org | سازمان هماهنگ                                                                       | پاریس          |
| ۱۴/۱۱/۷۳ | BOAD Banque اوست- آفریقا بانک توسعه آفریقای غربی | http://www.boad.org    | جامعه اقتصادی کشورهای غرب آفریقا                                                    | لومه           |
| ۱۹۷۵     | بانک توسعه کشورهای آفریقای مرکزی                 | http://www.bdeac.org   | جامعه اقتصادی کشورهای مرکزی آفریقای جنوبی (ایکاس)                                   | برازاویل، کنگو |

### بانک‌ها و آژانس‌های توسعه دوجانبه
بانک توسعه روابط دو جانبه یک مؤسسه مالی است که توسط تنها یک کشور تأسیس شده تا منابع مالی پروژه‌های توسعه را در یک کشورهای در حال توسعه و بازار نوظهور تأمین کند، از این رو اصطلاح روابط دو جانبه، در مقابل چندجانبه‌گرایی است. مثال‌ها عبارتند از:
- شرکت مالی توسعه هلند FMO ,[۱] دفتر مرکزی در لاهه؛ یکی از بزرگترین بانکهای توسعه دو جانبه در سراسر جهان.
- شرکت سرمایه‌گذاری DEG آلمان یا شرکت سرمایه‌گذاری و توسعه آلمان،[۲] دفتر مرکزی آن در کلن آلمان است.
- آژانس توسعه فرانسه،[۳] و سپرده صندوق و محموله فرانسه که هر دو در ۱۸۱۶ تأسیس شدند و دفتر مرکزی هر دو در پاریس، فرانسه بود.
- CDC Group ,[۴] یک مؤسسه مالی توسعه متعلق به دولت انگلستان است که دفتر مرکزی آن در لندن است.

### سایر موسسات مالی منطقه ای
برخی موسسات مالی در همسایه کشورها جهت پیگیری و تأمین مالی فعالیت‌ها در زمینه‌های مورد علاقه متقابل، در سطح بین‌المللی تأسیس شدند. بیشتر آنها بانک‌های مرکزی هستند و به دنبال آنها بانک مرکزی توسعه و سرمایه‌گذاری قرار دارند. در جدول زیر برخی از آنها به ترتیب زمانی از زمان تأسیس یا لیست فعالیت آنها به عنوان یک شخصیت حقوقی ذکر شده‌است. برخی از موسسات ۲ دهه قبل از تأسیس قانونی تصور و بطور غیررسمی شروع به کار کردند (به عنوان مثال مرکز بانک‌های مرکزی آسیای جنوب شرقی)
| تاسیس     | نام                                                                        | آدرس                                                                   | یادداشت                                                                                          | مقر                |
| --------- | -------------------------------------------------------------------------- | ---------------------------------------------------------------------- | ------------------------------------------------------------------------------------------------ | ------------------ |
| ۱۷/۵/۱۹۳۰ | BIS بانک تسویه حساب‌های بین‌المللی                                           | http://www.bis.org                                                     | بانک کلیه بانکهای مرکزی، ۶۰ عضو                                                                  | بازل، بازل، بله    |
| ۱۹۵۸      | EIB بانک سرمایه‌گذاری اروپا                                                 | http://www.eib.org                                                     | ایجاد شده توسط کشورهای عضو اتحادیه اروپا برای تأمین مالی طولانی مدت، به‌طور عمده در اتحادیه اروپا | لوکزامبورگ         |
| ۱۵/۲/۱۹۶۵ | انجمن بانک‌های مرکزی آفریقا AACB، انجمن ABCA des Banques Centrales آفریقایی | http://www.aacb.org/                                                   | متشکل از ۴۰ بانک مرکزی آفریقا است                                                                | داکار، سنگال.      |
| ۱۰/۷/۱۹۷۰ | بانک سرمایه‌گذاری بین‌المللی IIB                                             | http://www.iib.int                                                     | از ۹ کشور عضو از ۳ قاره تشکیل شده‌است                                                             | مسکو، روسیه        |
| ۸/۱۹۷۶    | NIB بانک سرمایه‌گذاری نوردیک                                                | http://www.nib.int                                                     | عملیات وام در ۸ کشور عضو آن و بازارهای نوظهور در تمام قاره‌ها.                                    | هلسینکی، فنلاند    |
| ۳/۲/۱۹۸۲  | SEACEN مرکز بانک‌های مرکزی آسیای جنوب شرقی                                  | http://www.seacen.org                                                  | ۱۹ بانک مرکزی آسیا                                                                               | کوالالامپور، مالزی |
| ۹۷/۱/۲۴   | BSTDB بانک تجارت و توسعه دریای سیاه                                        | http://www.bstdb.org بایگانی‌شده در ۳۱ دسامبر ۲۰۲۰ توسط Wayback Machine | ۱۱ کشور عضو، مربوط به سازمان همکاری اقتصادی دریای سیاه                                           | تسالونیکی، یونان   |
| ۱۹۹۸      | بانک مرکزی اروپا ECB                                                       | http://www.ecb.int                                                     | بانک مرکزی ۱۸ کشور اتحادیه اروپا که یورو را پذیرفته‌اند                                           | فرانکفورت ماین     |